# Tina, Rättviks kommun
Tina är en bebyggelse vid östra stranden av Siljan sydväst om Rättvik i Rättviks socken i Rättviks kommun. Sedan 2020 avgränsar SCB här en småort.